# Graciliaria inserta
Graciliaria inserta is een slakkensoort uit de familie van de Clausiliidae. De wetenschappelijke naam van de soort is voor het eerst geldig gepubliceerd in 1841 door A. & J.B. Villa.